# Творча спільнота «Струґачка»
Творча спільнота «Струґачка» — українська творча спільнота, яка займається українською локалізацією закордонного відеоконтенту (озвучення, субтитрування та дубляж), також створює власні авторські роботи.

## Про студію
Заснована як об'єднання однодумців у березні 2014 року у Києві двома студентами-звукорежисерами. Разом з ентузіастами та відеоблогерами почали працювати над українською локалізацією короткометражних фільмів.
У жовтні 2015 зробили власний український переклад першого сезону «Еш проти зловісних мерців» і трохи згодом за підтримки «Стівен Кінг. Український клуб» переклад мінісеріалу 11.22.63. З травня 2015 творча спільнота «Струґачка» сформувалися як студія звукозапису, і виконали ряд проєктів на замовлення. Також спільно з порталом Третя Паралель було опублікували 2 випуски програми Історія Коміксів.
У листопаді 2016 студія виконала весь звуковий продакшн для просторового мультфільму — атракціону, «Заврики». Анімація транслювалася на стінах мультимедійного простору «A-Gallery» у Києві і охоплювала 1400 м². У 2016—2017 роках студія активно брала участь у розробці ютуб-шоу #ПрофіТролі. У 2017 році була почата співпраця з порталом «Цікава Наука». За 2017—2018 роки спільно було озвучено близько 20 освітніх відео.
У 2018 році студія почала співпрацю з телеканалом НЛО ТВ. На замовлення телеканалу студія «Струґачка» продублювала перший сезон «Орвілл». Також студія займається озвученням мультсеріалу «Чортовийки» та спільно зі студією «Мамахохатала» мультсеріалу «Небезпечна зона», які були анонсовані на «Kyiv Comic Con 2018».

## Озвучена кінопродукція

### Повнометражні фільми
- 2015: «Клерки»[14]

### Анімаційні фільми
- 2016: «Бетмен: Убивчий жарт»
- 2014: «Сім'янин в гостях у Сімпсонів»

### Короткометражки
- 2016 «Северус Снейп і Мародери»
- 2016 «Зоряні війни: Джаку Перша хвиля»
- 2015: «Kung Fury»
- 2014: «Вовкулаки»[15]
- 2014: «Стрілець»
- 2014 «Закоханий Джордж Лукас»

### Серіали
- 2019: «Мандалорець» (1 сезон)
- 2019: Любов, смерть і роботи (1 сезон)
- 2018: «Орвілл» (1-2 сезон)
- 2018: «Моторошні пригоди Сабріни» (1-4 сезони)
- 2017: «Низка злощасних подій»
- 2017: «Табу» (1 сезон)
- 2017: «Твін Пікс (Повернення)» (1 сезон)
- 2016: «Книгарня Блека» (1-3 сезони)
- 2016: «Дивні дива» (1-3 сезони)
- 2016: «11.22.63»
- 2016: «Вініл» (1 сезон)
- 2015: «Еш проти зловісних мерців» (1-3 сезони)
- 2015: «Джонатан Стрендж та містер Норрелл» (1 сезон)
- 2013 «Гострі Картузи» (1 сезон)

### Мультсеріали
- 2013: «Рік та Морті» (1-7 сезон)

### Поточні проєкти
- 2016: «ГармонКвест» (8 серій з 10, 1-го сезону)
- 2016: «Сім'янин» (5 серій з 20, 14-го сезону)
- 2014: Бівис і Батгед (2 серії з 22, 8 сезон)